# Crunchyroll
Crunchyroll es un servicio de streaming propiedad de Sony Group Corporation. El servicio distribuye principalmente películas y series de televisión producidas por los medios de Asia oriental, incluido el anime japonés, y tiene su sede en San Francisco, California, con la sucursal japonesa ubicada en Shibuya, Tokio.
Lanzado en 2006 por un grupo de estudiantes graduados de la Universidad de California en Berkeley, a través de su plataforma web para la emisión de contenidos por medio de streaming de video, a más de ciento veinte millones de usuarios registrados, diez millones están suscritos por medio de pago, en más de doscientos países del mundo. Crunchyroll era una subsidiaria de Otter Media de AT&T y de 2016 a 2018, la compañía se asoció con Funimation, que finalmente se fusionaría con su marca en 2022 después de que Sony adquiriera Crunchyroll en 2021.
Crunchyroll es miembro de The Association of Japanese Animation (AJA). «Crunchyroll-Hime», también conocida como «Hime», es la mascota oficial de Crunchyroll desde junio de 2013.
Crunchyroll ofrece más de mil programas de anime, más de doscientos dramas de Asia oriental en más de diez idiomas y anteriormente ofrecía alrededor de ochenta títulos de manga como Crunchyroll Manga, aunque la cantidad de programas disponibles varía según cada país debido a restricciones de licencia. El servicio superó el millón de suscripciones de pago en febrero de 2017, posteriormente alcanzaría los dos millones suscripciones de pago desde 2019. En febrero de 2021 el número de suscripciones superó los cuatro millones de usuarios de pago de los cien millones registrados en su plataforma.

## Historia

Primer logotipo de Crunchyroll, utilizado desde su fundación hasta el 2011.

### Orígenes y establecimiento
Crunchyroll se lanzó en 2006 como un sitio web con fines de lucro de carga de videos y streaming relacionados con Asia oriental. La compañía estaba inicialmente establecida por empleados del sitio HotOrNot, Kun Gao, Brandon Ooi, James Lin y Vu Nguyen, un sitio de calificación de fotografías establecida en San Francisco, con los datos y los servidores del sitio alojados en la misma empresa en la que trabajaban sus fundadores. El sitio permitía que algún usuario previamente registrado pudiera cargar y compartir videos sin requerir de servidores o servicios externos; además ofrecía, desde un principio como opción, «donar» seis dólares al mes para ofrecer una versión del sitio sin publicidad y un video de mayor calidad. Algunos de los contenidos alojados en Crunchyroll fueron en su momento fansubs ilícitos de Asia oriental o bootlegs de las versiones de anime oficiales de los EE. UU., que fue alojado ilegalmente sin el permiso de los titulares de derechos e incluso de cualquier equipo de fansub responsable. Sin embargo, se respetó la DMCA y eliminó el contenido con copyright cuando lo solicita el titular del derecho. La página experimento un incremento exponencial de tráfico y visitas en la página web, alrededor de cien millones de visitas en julio de 2007.

### Incursión de inversionistas y relanzamiento del sitio
A finales de 2007, la compañía aseguró una inversión de capital de 4.05 millones de dólares de Capital riesgo de Venrock, convirtiéndose esta última el principal inversionista de la compañía y manteniendo a uno de los creadores de la compañía hasta ese entonces en el anonimato, Kun Gao, como CEO de la compañía. La inversión fue criticada por los distribuidores de anime y licenciatarios, como Bandai Entertainment y Funimation, aun cuando el sitio continuó permitiendo a los usuarios cargar copias ilegales de los títulos licenciados. Posteriormente, la empresa japonesa TV Tokyo se uniría a la compañía como propietario minoritario, con la finalidad de negociar licencias que el canal transmite originalmente en Japón.
Igualmente, Crunchyroll finalmente comenzó a asegurar acuerdos de distribución con empresas legales, incluyendo Gonzo, para un creciente número de títulos. El 8 de enero de 2009, después de anunciar un acuerdo con TV Tokyo para alojar los episodios de Naruto Shippuden, la compañía declaró que estaba comprometido a eliminar todo el material ilegal de su sitio, dejando únicamente a los que sí tenían derechos legales de distribución. El sitio se relanza con un nuevo diseño y elimina todo el contenido ilegal o no licenciado después de tal anuncio.
En 2010, Crunchyroll anunció que adquirió los derechos para un DVD de América del Norte, 5 centímetros por segundo. Se trata del primer lanzamiento en DVD con licencia de Crunchyroll. Asimismo, el 26 de marzo, TV Tokyo proporciono nuevamente una inversión de 750 000 dólares. Otra inversión por la misma cantidad se dio a cabo por parte de la editorial japonesa de libros electrónicos Bitway en junio del mismo año. Dicha operación sería para la construcción de una plataforma de distribución de cómics fuera de Japón en un futuro. Estas inversiones no daría lugar a ningún cambio en la estructura corporativa, la gestión estratégica o las operaciones, según el anuncio.

### Expansión, adquisiciones y consolidación de la marca

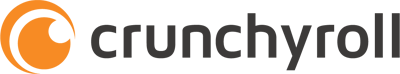
Segundo logotipo, utilizado desde el 2012 hasta 2018.

La primera expansión del sitio fuera de Norteamérica, empezó el 13 de abril de 2012, con la inauguración del sitio en idioma español para toda la región latinoamericana. El sitio para la región ofrecería veintitrés títulos seleccionados tanto para usuarios prémium como gratuitos (bajo ciertas limitaciones).
Las asociaciones con diferentes compañías continuaron el 30 de octubre de 2013, Crunchyroll comenzó a distribuir digitalmente doce títulos de manga diferentes de Kodansha, series como Shingeki no Kyojin y Fairy Tail eran parte del manga que estaba disponible inicialmente, a través de una sección en la plataforma y solamente en idioma inglés.
A finales de 2013 ocurrirían nuevos cambios de accionistas en la compañía, el 2 de diciembre, The Chernin Group, del expresidente de News Corp., Peter Chernin, anunció que había adquirido una participación mayoritaria en Crunchyroll. Una persona con conocimiento de la transacción dijo que el precio de la adquisición fue cercano a los cien millones de dólares. The Chernin Group dijo que la gerencia en aquel entonces de Crunchyroll y el inversor TV Tokyo mantendrían una participación «significativa» en la compañía.
El 12 de junio de 2014, la compañía anuncia la adquisión de Redux, una compañía que ofrecía servicios de vídeo a través de diferentes plataformas y dispositivos inteligentes, la adquisición sirvió con la finalidad de mejorar su alcance de reproducción de vídeo en diferentes dispositivos.
Nuevos cambios corporativos ocurrirían el 22 de abril de 2014, AT&T y The Chernin Group anunciaron la formación de una empresa conjunta para adquirir, invertir y lanzar servicios de vídeo over-the-top (OTT). Ambas compañías invirtieron más de quinientos millones de dólares en fondos para la empresa. La nueva compañía se llamó Otter Media y se convirtió en el propietario mayoritario de Crunchyroll. El 3 de agosto de 2015, Variety informó que Otter Media presentará Ellation, una nueva organización paraguas para sus servicios de vídeo por suscripción, incluido Crunchyroll. Los servicios de Ellation incluyeron VRV, que debutó en 2016, una plataforma de transmisión de video descrita como dirigida a «geeks, jugadores y amantes de la comedia, la fantasía y la tecnología».
El 22 de octubre de 2015, Anime News Network informó que Crunchyroll tiene setecientos mil suscriptores de pago. Además, la compañía anunció que Crunchyroll y Sumitomo Corporation habían creado una empresa conjunta para producir e invertir en producciones de anime.
El 11 de abril de 2016, Crunchyroll y Kadokawa Corporation anunciaron la formación de una alianza estratégica que le otorgó a Crunchyroll los derechos exclusivos de distribución digital a nivel mundial (excluyendo Asia) para los títulos de anime de Kadokawa en el próximo año. También le otorgó a Crunchyroll el derecho de cofinanciar títulos de anime de Kadokawa que se producirán en el futuro.
El 1 de julio de 2016, Crunchyroll anunció planes para duplicar y lanzar una serie de series en vídeo casero.

### Asociación con Funimation, cambios de control de propietarios y crecimiento de usuarios

Tercer logotipo, utilizado desde el 2018 hasta 2024.

Durante y después de una reunión en una conferencia, a mediados del año 2016, Kun Gao y el gerente de Funimation en aquel entonces, Gen Fukunaga, colaborarían para crear «la mejor experiencia para los fans». Finalmente, el 8 de septiembre de mismo año, Crunchyroll anunció una asociación con Funimation. Gracias a la asociación la compañía transmitiría títulos seleccionados de Funimation en su servicio de streaming, mientras Funimation transmitirá títulos seleccionados de Crunchyroll, así como su próximo contenido doblado. Además, Funimation y Universal Pictures Home Entertainment actuarán como distribuidores del catálogo de videos caseros de la compañía. Esta asociación se limitó a Estados Unidos y Canadá.
Significativamente a finales de 2016, se lograron adquirir las licencias de Fullmetal Alchemist Brotherhood y Dragon Ball Super, además de emitir el anime Elfen Lied con doblaje para Hispanoamérica.
En febrero de 2017, la compañía creó la convención de anime Crunchyroll Expo (CRX) con el apoyo organizativo de Left Field Media. La Expo inaugural se celebró en el Centro de Convenciones de Santa Clara del 25 al 27 de agosto, y el gerente del equipo, Dallas Middaugh, señaló que gran parte de la venta de entradas se produjo durante los diez días de la convención. Los invitados especiales para la Expo incluyeron al creador de The Fairly OddParents Butch Hartman, los actores de voz Shun Horie y Hiromi Igarashi, el ilustrador Yoshitaka Amano, la patinadora Johnny Weir, el artista de manga Kore Yamazaki y el autor Keiichi Sigsawa.
Mientras tanto el número de usuarios incrementaría de manera exponencial; el 9 de febrero de 2017, se anuncia que había alcanzado un millón de suscriptores de pago. Con la finalidad de continuar expandiendo licencias en otras plataformas, el 30 de marzo de 2017, se comienza a distribuir títulos de anime a través de Steam, donde se ofertaba ciertos títulos con la compra de episodios o temporadas completas. Sin embargo, debido a decisiones internas y estratégicas de la plataforma de videojuegos, el servicio esta actualmente descontinuado desde principios del 2019.
En agosto de 2017 se anunció que más series de anime entrarán a su catálogo, incluyendo con diferentes doblajes, principalmente para el español de América, empezando con Rokka no Yūsha, Yamada-kun to 7-nin no Majo y Schwarzes Marken las cuales tuvieron su estreno en noviembre de 2017.
La realización de la primera producción original se publicó el 25 de julio de 2017, con el lanzamiento de Children of Ether, película en formato Ona (una variación de producción en Ovas), cuya producción fue encargada por la propia Crunchyroll. Dirigida por LeSean Thomas y producida por el estudio francés Yapiko Animation.
Para el 4 de noviembre de 2017, un grupo de piratas informáticos logró secuestrar su DNS en el sitio oficial durante casi 6 horas. Los usuarios fueron redirigidos a un sitio falso similar que los llevó a descargar ransomware bajo la apariencia de «CrunchyViewer». La empresa matriz en aquel entonces, Ellation, presentó un primer informe de información contra los piratas informáticos.
A principios del 2018, la compañía realiza su incursión al mercado de juegos móviles con el título DanMachi - MEMORIA FREESE!, en asociación con la desarrolladora WFS, Inc., posteriormente se lanzaría más juegos dentro de la plataforma.
El control de accionarios de la compañía cambiaria en enero de 2018, mediante un comunicado, Otter Media compró las acciones restantes (20%) de Crunchyroll de TV Tokyo y otros inversores. En agosto de 2018, AT&T adquirió el resto de Otter Media que aún no poseía The Chernin Group; la compañía y Crunchyroll formaron parte de WarnerMedia (anteriormente Time Warner, de la cual AT&T también había completado recientemente una adquisición).
La expansión y disponibilidad en otros medios continuaría, el 28 de abril de 2018, se iniciaría la emisión de ciertas series en el canal brasileño Rede Brasil, en un bloque llamado Crunchyroll TV, convirtiéndose en el primer bloque de televisión del servicio de streaming en todo el mundo, ganando aún más notoriedad porque su lanzamiento fue en un canal de televisión abierta.
La Expo de la plataforma continuaría, realizándose en San Jose McEnery Convention Center en 2018 el fin de semana del Día del Trabajo, del 1 al 3 de septiembre. Entre los invitados a la convención estuvieron el creador de Dragon Quest, Yuji Horii, los actores de voz Ryo Horikawa, Justin Briner, Luci Christian, Clifford Chapin y Colleen Clinkenbeard, y el personal de Darling in the Franxx.
En octubre de 2018, el servicio anunció una expansión al contenido original con la serie animada High Guardian Spice producida por Ellation Studios. Posteriormente, el 18 de octubre de 2018, la asociación había finalizado como resultado de la adquisición de Funimation por parte de Sony Pictures Television y la adquisición por AT&T de la empresa matriz de Crunchyroll, Otter Media.

### Reorganización de la compañía y nuevas asociaciones
El 4 de marzo de 2019, se anunció que Otter Media se colocaría bajo Warner Bros. como parte de una reorganización. Como resultado de la misma reorganización, la compañía y Crunchyroll se convirtieron en hermanas corporativas del canal de cable estadounidense Cartoon Network y su bloque de programación nocturna Adult Swim, que han sido conocidos por su transmisión televisiva de la mayoría de sus animes bajo su marca Toonami. Debido a una posterior reorganización, Crunchyroll se trasladó a WarnerMedia Entertainment (propietario de redes como TBS y TNT) en mayo de 2019, para que su director de operaciones pudiera supervisar un próximo servicio de transmisión de entretenimiento de la marca.
En el campo de nuevas asociación, el 3 de julio de 2019, Crunchyroll anunció que se habían asociado con Viz Media para distribuir títulos con licencia de Crunchyroll en vídeo casero y venta electrónica en los Estados Unidos y Canadá.
Mientras en la producción de contenidos, el 20 de julio de 2019, la productora australiana independiente Glitch Productions anunció que se había asociado con Crunchyroll para producir su serie original de YouTube, Meta Runner, una serie ambientada dentro de una sociedad futurista sobre un grupo encubierto para revelar acciones de cierta compañía corrupta.
Nuevas adquisiciones se realizarían a mediados del 2019, el 6 de septiembre, Crunchyroll anunció que se había convertido en el inversor mayoritario de Viz Media Europe. La finalización de la adquisición y acuerdo se solidificó el 4 de diciembre de 2019, integrándolo en el proceso como una subsidiaria y cambiando de nombre a Crunchyroll EMEA, colocando a John Easum en el puesto de director, quien antes ocupaba el cargo de la presidencia de Viz Media Europe.
Para la Crunchyroll Expo 2019, también realizada en San José, se dieron a conocer los estrenos de la película Blackfox y el vídeo de animación original Mob Psycho 100 II, mientras que Toei Animation organizó una proyección del especial de televisión Dragon Ball Z - Tatta Hitori no Saishū Kessen (1990) y la película Dragon Ball Z: Fukkatsu no Fusion!! Gokū to Vegeta (1995). Entre los invitados, estaban el mangaka de terror Junji Ito; los actores de voz de 22/7 Sally Amaki, Kanae Shirosawa y Ruri Umino; el escritor de Food Wars!: Shokugeki no Soma Yūto Tsukuda y el artista Shun Saeki; y miembros del personal de Zombie Land Saga, incluidos los actores de voz Kaede Hondo y Asami Tano, el compositor Yasuharu Takanashi y el CEO de MAPPA Manabu Ohtsuka. La banda de rock Flow, cuyas canciones han aparecido en varios animes como temas de apertura, celebró un concierto el 30 de agosto.

### Nuevas colaboraciones y producciones bajo la marca Crunchyroll Originals
El 15 de octubre de 2019, se anunció que el portal de publicación webtoon de Naver Corporation, Line Webtoon, se asocia con Crunchyroll para producir adaptaciones animadas de sus series. El 25 de febrero de 2020, Crunchyroll anunció una lista de varios programas bajo su nueva marca «Crunchyroll originals», incluidas adaptaciones al anime de los webtoons: Tower of God, The God of High School y Noblesse.
Se anuncia una colaboración con el canal Cartoon Network en Latinoamérica, en agosto de 2020, para la emisión de series del sitio en el bloque Toonami, marcando su retorno desde 2007 en la región, bajo el nombre Toonami Powered by Crunchyroll e iniciando con la emisión de Dragon Ball Super y Mob Psycho 100, a partir del 31 de agosto de 2020, y emitiéndose de lunes a viernes durante la medianoche. El acuerdo tendrá una duración de un año a partir de la fecha de la primera emisión del bloque.
El 5 de septiembre de 2020, Crunchyroll anunció que se habían asociado con Sentai Filmworks para distribuir títulos con licencia de Crunchyroll en videos domésticos y venta electrónica, con Granbelm, Food Wars!: Shokugeki no Soma: The Fourth Plate, Ascendance of a Bookworm y World Trigger siendo los primeros títulos distribuidos a través de la asociación.

### Adquisición de Sony
Debido a la venta anunciada de compañías dentro de la multinacional AT&T, derivado de empalagamiento financiero y deudas contraídas por la adquisición de Time Warner en el año 2018. El 12 de agosto de 2020, el portal web The Information informó que Sony Pictures Entertainment, la empresa matriz de Funimation, estaba en conversaciones para adquirir Crunchyroll de WarnerMedia por 1.500 millones de dólares. De acuerdo con Variety, la cantidad se redujo a 1000 millones de dólares. Más tarde, en octubre de 2020, se informó que Sony estaba en sus conversaciones finales con AT&T para adquirir el servicio de transmisión por más de 100.000 millones de yenes, aproximadamente 957 millones de dólares.
El 9 de diciembre de 2020, Funimation y su propietario Sony anunciaron que habían llegado a un acuerdo con AT&T y WarnerMedia para adquirir Crunchyroll por alrededor de 1,175 millones de dólares. Esta operación se considera una importante consolidación de los derechos de distribución de anime global fuera del este de Asia. El proceso aún se encuentra pendiente de aprobaciones regulatorias y cierre del proceso.
El 24 de marzo de 2021, a través del portal The Information, se comunicó que el Departamento de Justicia de los Estados Unidos habría intervenido a esta venta para extender la investigación antimonopolio, proceso que podría terminar retrasándola unos 6 meses más e incluso potencialmente cancelar la adquisición. El 9 de agosto de 2021, Sony anunció que había completado la adquisición de Crunchyroll. Tras la adquisición, Sony declaró que quieren crear una experiencia de suscripción de anime unificada utilizando sus negocios de anime existentes lo antes posible.
El 1 de marzo de 2022, se anunció que los servicios SVOD de Funimation y Wakanim se consolidarían en Crunchyroll. Además, Funimation Global Group, LLC. pasaría a llamarse Crunchyroll, LLC, y la marca Funimation se eliminaría gradualmente para trasladar su contenido a Crunchyroll.
El 11 de marzo de 2022, Crunchyroll y Wakanim anunciaron que suspenderían sus servicios en Rusia debido a la invasión rusa de Ucrania.
El 24 de marzo de 2022, Crunchyroll anunció que, a partir de la temporada de primavera de 2022, los animes que se estrenarán no estarán disponibles para los usuarios gratuitos, por lo se requerirá una suscripción para ver una transmisión simultánea nueva y continua, y los títulos más antiguos que aparecen en el sitio antes de esta temporada seguirán siendo gratuitos. También se anunció que los primeros tres episodios de títulos seleccionados serían gratuitos una semana después de su estreno hasta el 31 de mayo.
El 19 de abril de 2022, el director ejecutivo Colin Decker renunció a su cargo y el director de operaciones Rahul Purini reemplazó a Decker como director ejecutivo.
El 20 de septiembre de 2022, Crunchyroll no renovó el contrato de Kyle McCarley para dar voz a Shigeo Kageyama, el protagonista de Mob Psycho 100. McCarley, quien es miembro de SAG-AFTRA, se ofreció a trabajar en un contrato no sindicalizado para la tercera temporada, con la condición de que Crunchyroll se reúna con representantes de SAG-AFTRA para discutir posibles contratos futuros. Crunchyroll rechazó la oferta, lo que generó críticas de los fanáticos del anime y los medios de comunicación.
El 1 de marzo de 2023, se informó que Crunchyroll recibió un botón dedicado en los controles remotos de los nuevos televisores Sony Bravia. El 15 de mayo de 2023, Crunchyroll se asoció con la aplicación de aprendizaje de idiomas Duolingo para ayudar a los usuarios a aprender japonés a través del anime.
El 16 de febrero de 2024, Crunchyroll lanzó su podcast semanal oficial (únicamente exclusivo para Estados Unidos) Crunchyroll Presents: The Anime Effect en las principales plataformas de transmisión de audio creado para discutir el anime y su impacto en la cultura popular mundial. A lo largo de febrero de 2024, Crunchyroll lanzó su aplicación para Smart TV LG y Samsung a nivel global.
El 8 de julio de 2024, Crunchyroll eliminó la sección de comentarios en todas las plataformas, afirmando que se hizo para «reducir el contenido dañino», presumiblemente en respuesta a la reacción de los usuarios que eran homofóbicos contra Tasogare Out Focus y por la critica de los presuntos subtítulos hechos con IA del anime Shikanoko Nokonoko Koshitantan. A mediados de julio, dio a conocer una nueva identidad de marca, entre ellos un nuevo logotipo y nuevos gráficos, que entrarán en vigor una semana después, antes de la Comic-Con de San Diego.
El 7 de enero de 2025, Crunchyroll anunció durante la conferencia de prensa CES 2025 de Sony Group Corporation que una nueva aplicación de manga digital se unirá al servicio como un complemento premium, cuyo lanzamiento está previsto para finales de 2025. La aplicación se lanzará como independiente, llamada Crunchyroll Manga, en iOS y Android con compatibilidad con navegadores web prevista para el futuro. Crunchyroll Manga se lanzará primero en inglés en Estados Unidos y Canadá, con otras opciones de idioma previstas.

## Programación

### Crunchyroll Originals
Siendo los mayores coproductores de contenido de anime a nivel mundial, según mencionado por el actual CEO de la compañía, Kun Gao. Aun cuando ya anteriormente se coproducían títulos de anime, el 25 de febrero de 2020, Crunchyroll anunció una lista de series bajo su etiqueta Crunchyroll Originals, siendo la primera vez que se hace mención de esta nueva etiqueta para series coproducidas o producidas directamente por la compañía actualmente con diferentes estudios de animación en Japón.
La siguiente lista solo incluirá aquellos que la compañía coloque oficialmente bajo esta etiqueta.
| Título                                   | Primera emisión         | Última emisión           | Eps. | Notas                                                                                              | Estudio de animación        | Ref(s)                          |
| ---------------------------------------- | ----------------------- | ------------------------ | ---- | -------------------------------------------------------------------------------------------------- | --------------------------- | ------------------------------- |
| In/Spectre                               | 11 de enero de 2020     | 28 de marzo de 2020      | 12   | Adaptación de la novela ligera de Kyō Shirodaira.                                                  | Brain's Base                | [ 4 ]                           |
| Tower of God                             | 1 de abril de 2020      | 24 de junio de 2020      | 13   | Adaptación de la serie webtoon de Lee Jong-hui (Slave in Utero; SIU).                              | Telecom Animation Film      | [ 4 ]                           |
| The God of High School                   | 6 de julio de 2020      | 28 de septiembre de 2020 | 13   | Adaptación de la serie webtoon de Yongje Park.                                                     | MAPPA                       | [ 4 ]                           |
| Gibiate                                  | 15 de julio de 2020     | 30 de septiembre de 2020 | 12   | Historia original.                                                                                 | Lunch Box, Studio Elle      | [ 113 ]                         |
| Tonikaku Kawaii                          | 3 de octubre de 2020    | 18 de diciembre de 2020  | 12   | Adaptación del manga escrito e ilustrado por Kenjiro Hata.                                         | Seven Arcs                  | [ 114 ]                         |
| Noblesse                                 | 6 de octubre de 2020    | 30 de diciembre de 2020  | 13   | Adaptación de la serie webtoon escrita por Son Jo e ilustrada por Lee Kwangsu.                     | Production I.G              | [ 4 ]                           |
| Onyx Equinox                             | 21 de noviembre de 2020 | 26 de diciembre de 2020  | 12   | Historia original.                                                                                 | Crunchyroll Studios         | [ 4 ] [ 115 ]                   |
| So I'm a Spider, So What?                | 8 de enero de 2021      | 3 de julio de 2021       | 24   | Adaptación de la novela ligera escrita por Okina Baba e ilustrada por Tsukasa Kiryu.               | Millepensee                 | [ 114 ]                         |
| Dr. Ramune Mysterious Disease Specialist | 9 de enero de 2021      | 27 de marzo de 2021      | 12   | Adaptación del manga escrito e ilustrado por Aho Toro.                                             | Platinum Vision             | [ 116 ]                         |
| Ex-Arm                                   | 10 de enero de 2021     | 28 de marzo de 2021      | 12   | Adaptación del manga escrito por HiRock e ilustrado por Shinya Komi.                               | Visual Flight               | [ 114 ]                         |
| Fena: Pirate Princess                    | 14 de agosto de 2021    | 23 de octubre de 2021    | 12   | Historia original. Coproducción junto a Adult Swim.                                                | Production I.G              | [ 117 ]                         |
| High Guardian Spice                      | 26 de octubre de 2021   | 26 de octubre de 2021    | 12   | Historia original.                                                                                 | Crunchyroll Studios         | [ 4 ] [ 118 ]                   |
| Blade Runner: Black Lotus                | 13 de noviembre de 2021 | 5 de febrero de 2022     | 13   | Historia original basada en la franquicia Blade Runner. Coproducción junto a Adult Swim.           | Sola Digital Arts           | [ 119 ]                         |
| FreakAngels                              | 27 de enero de 2022     | 27 de enero de 2022      | 9    | Adaptación de la serie webtoon del guionista Warren Ellis y el dibujante Paul Duffield.            | Crunchyroll Studios         | [ 4 ] [ 120 ] [ 121 ]           |
| Shenmue the Animation                    | 6 de febrero de 2022    | 1 de mayo de 2022        | 13   | Adaptación de la serie de videojuegos Shenmue publicada por Sega. Coproducción junto a Adult Swim. | Telecom Animation Film      | [ 122 ] [ 123 ]                 |
| In/Spectre Temporada 2                   | 9 de enero de 2023      | 27 de marzo de 2023      | 12   | Secuela de In/Spectre.                                                                             | Brain's Base                | [ 124 ] [ 125 ] [ 126 ] [ 127 ] |
| Tonikaku Kawaii Temporada 2              | 8 de abril de 2023      | 24 de junio de 2023      | 12   | Secuela de Tonikaku Kawaii.                                                                        | Seven Arcs                  | [ 128 ]                         |
| Meiji Gekken: 1874                       | 14 de enero de 2024     | 17 de marzo de 2024      | 10   | Historia original.                                                                                 | Tsumugi Akita Animation Lab | [ 4 ] [ 129 ]                   |
| Tower of God Temporada 2                 | 7 de julio de 2024      | 29 de diciembre de 2024  | 24   | Secuela de Tower of God.                                                                           | The Answer Studio           | [ 130 ]                         |

### Crunchyroll Channel
El 4 de octubre de 2023, Sony anunció que lanzaría Crunchyroll Channel como una red gratuita de televisión en streaming con publicidad (FAST). El servicio lineal se lanzó el 11 de octubre para las plataformas The Roku Channel, LG y Vizio WatchFree+. Posteriormente, el canal estuvo disponible en Amazon Freevee el 17 de octubre y el 10 de febrero de 2024 llegó a Pluto TV en los Estados Unidos. La programación inicial incluía episodios doblados al inglés de títulos de anime como Horimiya, Ranking of Kings, Moriarty the Patriot, Psycho-Pass, Arifureta: From Commonplace to World's Strongest, Sugar Apple Fairy Tale, To Your Eternity y Code Geass.

## Distribución en Latinoamérica y España

### Doblajes hechos en Latinoamérica
La incursión y disponibilidad de títulos en la región latinoamericana comenzaría el 13 de abril de 2012, con la publicación de la página web en español enfocada para su audiencia en la región. Para su lanzamiento inicial estuvieron disponibles los episodios de: Naruto Shippūden, Sket Dance, Bodacious Space Pirates, Rikōdā to Randoseru, Area no Kishi, Fate/Zero, Sengoku Collection, Saki: Episode of Side-A, Shirokuma Cafe, Naruto SD: Rock Lee no Seishun Full-Power Ninden, Haiyore! Nyaruko-san, Furusato Saisei: Nippon no Mukashi Banashi, Hiiro no Kakera, Space Brothers, Upotte!!, Yurumates, OZMA, Kimi to Boku 2, Nazo no Kanojo X, Kuroko no Basket, y Tsuritama. En el catálogo también se encuentran animes como Hajime no Ippo, Bleach y Gintama. Posteriormente, el 9 de marzo de 2013, Crunchyroll se lanza con títulos enfocados para la audiencia en España.
Para los procesos de localización, además de la traducción con subtítulos al español, la compañía ha realizado el doblaje de ciertas producciones en la región latina, (incluyendo series provenientes de Funimation, la cual hicieron doblaje también) tales series son:
- 86: Eighty-Six
- 365 Days to the Wedding
- A Condition Called Love
- A Couple of Cuckoos
- A Galaxy Next Door
- A Journey Through Another World: Raising Kids While Adventuring
- A Sign of Affection
- Adachi and Shimamura
- Aharen-san wa Hakarenai
- Akashic Records of Bastard Magic Instructor
- Akudama Drive
- Alya Sometimes Hides Her Feelings in Russian
- Anne Shirley
- Appare-Ranman!
- Arifureta: From Commonplace to World's Strongest
- Ascendance of a Bookworm (temporada 3)
- Assassination Classroom
- Attack on Titan
- Azur Lane
- Back Arrow
- Banished from the Hero's Party, I Decided to Live a Quiet Life in the Countryside
- Battle Game in 5 Seconds
- Beast Tamer
- Berserk: The Golden Age Arc
- Black Butler
- Black Clover
- Blood Blockade Battlefront
- Blue Exorcist
- Blue Lock
- Blue Reflection Ray
- Bocchi the Rock!
- Bucchigiri?!
- Bungō Stray Dogs
- By the Grace of the Gods
- Bye Bye, Earth
- Campfire Cooking in Another World with My Absurd Skill
- Chainsaw Man
- Classroom for Heroes
- Classroom of the Elite
- Claymore
- Clevatess
- Combatants Will Be Dispatched!
- Cowboy Bebop (redoblaje)
- Dance Dance Danseur
- Dandadan (redoblaje)
- Darling in the Franxx
- Date A Live
- Death March to a Parallel World Rhapsody
- Death Parade
- DECA-DENCE
- Deep Insanity: The Lost Child
- Demon Lord 2099
- Demon Lord, Retry!
- Demon Slayer: Kimetsu no Yaiba
- Do It Yourself!!
- Don't Toy with Me, Miss Nagatoro
- Dr. Stone
- Dragon Goes House-Hunting
- Dropkick on My Devil!!! X
- Fire Force
- Free!
- Frieren: Beyond Journey's End
- Fruits Basket
- Full Dive: This Ultimate Next-Gen Full Dive RPG Is Even Shittier than Real Life!
- Fullmetal Alchemist: Brotherhood (redoblaje)
- Fuuto PI
- Gachiakuta
- Girlfriend, Girlfriend
- Given
- Gleipnir
- Goblin Slayer
- Gods' Games We Play
- Haikyū!!
- Hell's Paradise
- Higurashi: When They Cry - GOU
- Hokkaido Gals Are Super Adorable!
- Horimiya
  - Horimiya: The Missing Pieces
- How a Realist Hero Rebuilt the Kingdom
- I Got a Cheat Skill in Another World and Became Unrivaled in the Real World, Too
- I'm in Love with the Villainess
- I'm Standing on a Million Lives
- I'm the Villainess, So I'm Taming the Final Boss
- I've Been Killing Slimes for 300 Years and Maxed Out My Level
- ID - Invaded
- In Another World with my Smartphone
- In the Land of Leadale
- Interviews with Monster Girls
- Irina: The Vampire Cosmonaut
- Joker Game
- Jujutsu Kaisen
- Kageki Shoujo!!
- Kaguya-sama: Love Is War
- Keep Your Hands Off Eizouken!
- Kemono Jihen
- Knights of Sidonia
- Kono Oto Tomare!: Sounds Of Life
- KonoSuba!
  - KonoSuba!: An Explosion on This Wonderful World!
- Laid-Back Camp
- Life Lessons with Uramichi Oniisan
- Link Click
- Log Horizon
- Lord of the Mysteries
- Love After World Domination
- Love of Kill
- Lycoris Recoil
- Magia Record: Puella Magi Madoka Magica Side Story
- Magic Maker: How to Make Magic in Another World
- Mars Red
- Masamune-kun no Revenge
- MASHLE: Magic and Muscles
- Megalo Box: Nómada
- Metallic Rouge
- Mieruko-chan
- Miss Kobayashi's Dragon Maid
- Mob Psycho 100
- Mobile Suit Gundam: The Witch from Mercury
- Mono
- More Than a Married Couple, But Not Lovers
- Moriarty the Patriot
- Mushoku Tensei: Jobless Reincarnation
- My Dress-Up Darling
- My Hero Academia
  - My Hero Academia: Vigilantes
- My Home Hero
- My Next Life as a Villainess: All Routes Lead to Doom!
- My One-Hit Kill Sister
- My Unique Skills Make Me OP Even at Level 1
- My Tiny Senpai
- New Saga
- Nier: Automata Ver1.1a
- Nina the Starry Bride
- Ningen Fushin: Adventurers Who Don't Believe in Humanity Will Save the World
- Noblesse
- Noragami
- Nyaight of the Living Cat
- Odd Taxi
- Onyx Equinox
- Orange
- Orient
- Our Last Crusade or the Rise of a New World
- Overlord
- Platinum End
- Plunderer
- Possibly the Greatest Alchemist of All Time
- Pseudo Harem
- Quality Assurance in Another World
- Radiant
- Ranking of Kings
  - Ranking of Kings: Treasure Chest of Courage
- RE-MAIN
- Reborn as a Vending Machine, I Now Wander the Dungeon
- Recovery of an MMO Junkie
- Requiem of the Rose King
- Rent-A-Girlfriend
- Re:Monster
- Re:Zero − Starting Life in Another World
- Rokka: Braves of the Six Flowers
- Rumble Garanndoll
- Rurouni Kenshin
- Sabikui Bisco
- Saga of Tanya the Evil
- Sakugan
- Saint Seiya: Knights of the Zodiac
- Sasaki and Miyano
- Saving 80,000 Gold in Another World for My Retirement
- Scarlet Nexus
- Schwarzes Marken
- Science Fell in Love, So I Tried to Prove It
- Seirei Gensouki: Spirit Chronicles
- Shadows House
- Shangri-La Frontier
- Shikimori's Not Just a Cutie
- Shinobi no Ittoki
- SHY
- SK∞ the Infinity
- Skip and Loafer
- So I'm a Spider, So What?
- Solo Camping for Two
- Solo Leveling
- Sonny Boy
- Soul Eater
- Spice and Wolf (serie de 2008)
- Spice and Wolf: Merchant Meets the Wise Wolf
- Spy × Family
- Stand My Heroes: Piece of Truth
- Steins;Gate 0
- Super Cub
- Suppose a Kid from the Last Dungeon Boonies Moved to a Starter Town?
- Sword Art Online: Alicization – War of Underworld
- Takt Op. Destiny
- Tales of Wedding Rings
- That Time I Got Reincarnated as a Slime
  - The Slime Diaries
- The 100 Girlfriends Who Really, Really, Really, Really, Really Love You
- The Ancient Magus Bride
- The Apothecary Diaries
- The Brilliant Healer's New Life in the Shadows
- The Café Terrace and Its Goddesses
- The Case Study of Vanitas
- The Defective
- The Demon Prince of Momochi House
- The Detective is Already Dead
- The Devil is a Part-Timer!
- The Duke of Death and His Maid
- The Dungeon of Black Company
- The Elusive Samurai
- The Faraway Paladin
- The Fruit of Evolution: Before I Knew It, My Life Had It Made
- The Genius Prince's Guide to Raising a Nation Out of Debt
- The God of High School
- The Gorilla God's Go-To Girl
- The Great Jahy Will Not Be Defeated!
- The Greatest Demon Lord is Reborn as a Typical Nobody
- The Hidden Dungeon Only I Can Enter
- The Iceblade Sorcerer Shall Rule the World
- The Maid I Hired Recently Is Mysterious
- The Misfit of Demon King Academy
- The Prince of Tennis
- The Quintessential Quintuplets
- The Rising of the Shield Hero
- The Saint's Magic Power is Omnipotent
- The Shiunji Family Children
- The Strongest Sage with the Weakest Crest
- The Unaware Atelier Meister
- The Vampire Dies in No Time
- The Weakest Tamer Began a Journey to Pick Up Trash
- The World's Finest Assassin Gets Reincarnated in Another World as an Aristocrat
- The World Ends with You
- The Wrong Way to Use Healing Magic
- The Yakuza's Guide to Babysitting
- To Be Hero X
- To Your Eternity
- Toilet-Bound Hanako-kun
- Tokyo Ghoul
  - Tokyo Ghoul: re
- Tokyo Revengers (temporada 1)
- Tomo-chan is a Girl!
- TONIKAWA: Over the Moon for You
- Tower of God
- Trapped in a Dating Sim: The World of Otome Games is Tough for Mobs
- Tribe Nine
- Trigun Stampede
- True Beauty
- TSUKIMICHI: Moonlit Fantasy
- Tying the Knot with an Amagami Sister
- Uzaki-chan Wants to Hang Out!
- Vinland Saga (temporada 2, redoblaje)
- Vivy: Fluorite Eye’s Song
- VTuber Legend: How I Went Viral After Forgetting to Turn Off My Stream
- Wandering Witch: The Journey of Elaina
- Welcome to Demon School! Iruma-kun
- Why Raeliana Ended Up at the Duke's Mansion
- Wind Breaker
- Wise Man's Grandchild
- Wistoria: Wand & Sword
- Wonder Egg Priority
- Yamada-kun and the Seven Witches
- You Are Ms. Servant
- Yuri Is My Job!
- Zenshū

También Crunchyroll ha doblado las películas como:
- Blue Lock: Episode Nagi
- Demon Slayer: Mugen Train
- Dragon Ball Super: Super Hero
- Haikyū!! The Dumpster Battle
- Jujutsu Kaisen 0
- Kaguya-sama: Love Is War – The First Kiss That Never Ends
- KonoSuba!: Legend of Crimson
- My Hero Academia: Heroes Rising
- My Hero Academia: You're Next
- Overlord: The Sacred Kingdom
- Psycho-Pass: Sinners of the System
- Saga of Tanya the Evil: The Movie
- Spy × Family Code: White
- Sword Art Online Progressive: Aria of a Starless Night
- That Time I Got Reincarnated as a Slime: Scarlet Bond
- The Quintessential Quintuplets the Movie
- Suzume

Dragon Ball Super: Super Hero fue distribuida en cines en colaboración con Sony Pictures junto con Suzume.

### Doblajes hechos en España
El 28 de abril de 2022, se anunció que Crunchyroll estrenaría en los cines de España la película Jujutsu Kaisen 0 con doblaje al castellano, siendo este el primer doblaje de Crunchyroll para España. Posteriormente, el día 13 de junio de 2022 se anunció que la plataforma realizaría doblajes al castellano para algunas series de su catálogo, empezando por Jujutsu Kaisen, The Rising of the Shield Hero (primera temporada), My Dress-Up Darling y Ranking of Kings. El 6 de julio de 2022, la plataforma anunció que la película Dragon Ball Super: Super Hero llegaría a cines españoles el 2 de septiembre del mismo año, tanto en VOSE como doblada al castellano, confirmándose posteriormente que la misma también se doblaría al catalán. Luego, el 24 de septiembre de 2022 se anunciarían durante la Japan Weekend Madrid tres nuevos doblajes al castellano, para las series Spy x Family, Tokyo Revengers y That Time I Got Reincarnated as a Slime, estableciendo así a Crunchyroll en el mercado español, con la promesa de seguir trayendo títulos doblados en el futuro.
Hasta la fecha, Crunchyroll ha doblado al castellano las siguientes series:
- Attack on Titan (temporada 2 y 3)
- Blue Lock
- Bocchi the Rock!
- Chainsaw Man
- Dandadan (redoblaje)
- Demon Slayer: Kimetsu no Yaiba (temporada 2 y 3)
- Dr. Stone
- Fire Force (temporada 1)
- Frieren: Beyond Journey's End
- Gachiakuta
- Hell's Paradise
- Horimiya: The Missing Pieces
- I'm in Love with the Villainess
- Jujutsu Kaisen
- Kaiju No. 8
- Link Click
- Masamune-kun’s Revenge (temporada 2)
- MASHLE: Magic and Muscles
- Metallic Rouge
- Mob Psycho 100 (temporada 1 y 2)
- Mushoku Tensei: Jobless Reincarnation
- My Dress-Up Darling
- My Hero Academia (temporada 1, 2 y 3)
  - My Hero Academia: Vigilantes
- My Unique Skills Make Me OP Even at Level 1
- Ranking of Kings
  - Ranking of Kings: Treasure Chest of Courage
- Reborn as a Vending Machine, I Now Wander the Dungeon
- Re:Zero − Starting Life in Another World (temporada 2, redoblaje)
- Rent-A-Girlfriend (temporada 1)
- Shangri-La Frontier (temporada 1)
- Solo Leveling
- Spy x Family
- That Time I Got Reincarnated as a Slime
- The Apothecary Diaries
- The Rising of the Shield Hero
- Tokyo Revengers (temporada 1)
- Tower of God
- To Your Eternity
- Uzaki-chan Wants to Hang Out! (temporada 1)
- Vinland Saga (temporada 2)
- Why Raeliana Ended Up at the Duke's Mansion
- Wind Breaker (temporada 1)
- Wistoria: Wand & Sword
- Zenshū
- Zom 100: Bucket List of the Dead

También Crunchyroll ha doblado las películas como:
- Blue Lock: Episode Nagi
- Dragon Ball Super: Super Hero
- Jujutsu Kaisen 0
- Spy × Family Code: White
- Suzume
- That Time I Got Reincarnated as a Slime: Scarlet Bond

## Disponibilidad
Los servicios de Crunchyroll también abarcan el licenciar derechos para cines, TV, formato doméstico y productos de consumo.

### Plataforma de video
El catálogo principal de anime se encuentra disponible en su sitio web así como en diversos dispositivos incluyen: discos Blu-ray, dispositivos móviles como iOS/iPadOS, Android y Windows Phone, consolas de juegos como Xbox (Xbox 360, Xbox One y Xbox Series X|S), PlayStation (PlayStation 3/4/5 y PlayStation Vita) y Nintendo (Wii U y Nintendo Switch). También es compatible con los sistemas operativos de Windows y macOS para dispositivos de sobremesa y portátiles. Además está disponible en Smart TVs fabricados por LG, Samsung y Sony, así como también está disponible para reproductores multimedia como Apple TV, Roku, Google Chromecast, Amazon Fire TV, Tizen OS, WebOS y Android TV tanto en televisores como en reproductores externos como el Xiaomi Mi Box S y la NVIDIA Shield TV, entre otros, y dispositivos de realidad mixta, como el Apple Vision Pro. La disponibilidad de los contenidos es mediante planes de pago Premium así como gratuitamente, con anuncios y restricciones de disponibilidad.
Además, está disponible a través de Prime Video Channels en Estados Unidos, Canadá, Suecia y el Reino Unido, seguidos de territorios adicionales a lo largo de 2024. El 3 de abril de 2024, Crunchyroll aterrizó su territorio en Mexico, Brasil y Alemania a través de Prime Channels.

### Redes de televisión
Mediante asociación con ciertas cadenas o estaciones de televisión en algunos países, ya sea abierta o restringida, se han licenciado varias series de la compañía como parte de una expansión de contenidos. Las emisiones actualmente se realiza en Brasil en el canal de señal abierta Loading y en Chile por la señal de paga ETC.

### Otros medios
La compañía ha organizado eventos y convenciones. Crunchyroll Expo, convención sobre Manga y Anime desde 2017, la organización incluye personajes y personal de producción invitados. The Anime Awards, evento de nominaciones y premiación de diversas producciones de anime, donde el público en general participan y realizan la votación a través de la web. Crunchyroll Movie Nights/KAZÉ Movie Nights, anteriormente conocido como Anime Screening Night, exhibición y proyección de películas, ovas, así como temporadas completas de anime en diferentes teatros y cines en Norteamérica, Alemania, Austria y Moldavia.

## The Anime Awards
The Anime Awards, también conocidos como Crunchyroll Anime Awards, son premios anuales otorgados para reconocer el anime del año anterior. Los premios se llevaron a cabo por primera vez en enero de 2017 y regresaron para 2018. Crunchyroll selecciona veinte jueces de diversos orígenes que luego crean una lista de seis nominados dentro de cada categoría. Esta lista se pone a disposición del público para votar en línea y elegir así a los ganadores.

## Crunchyroll Expo

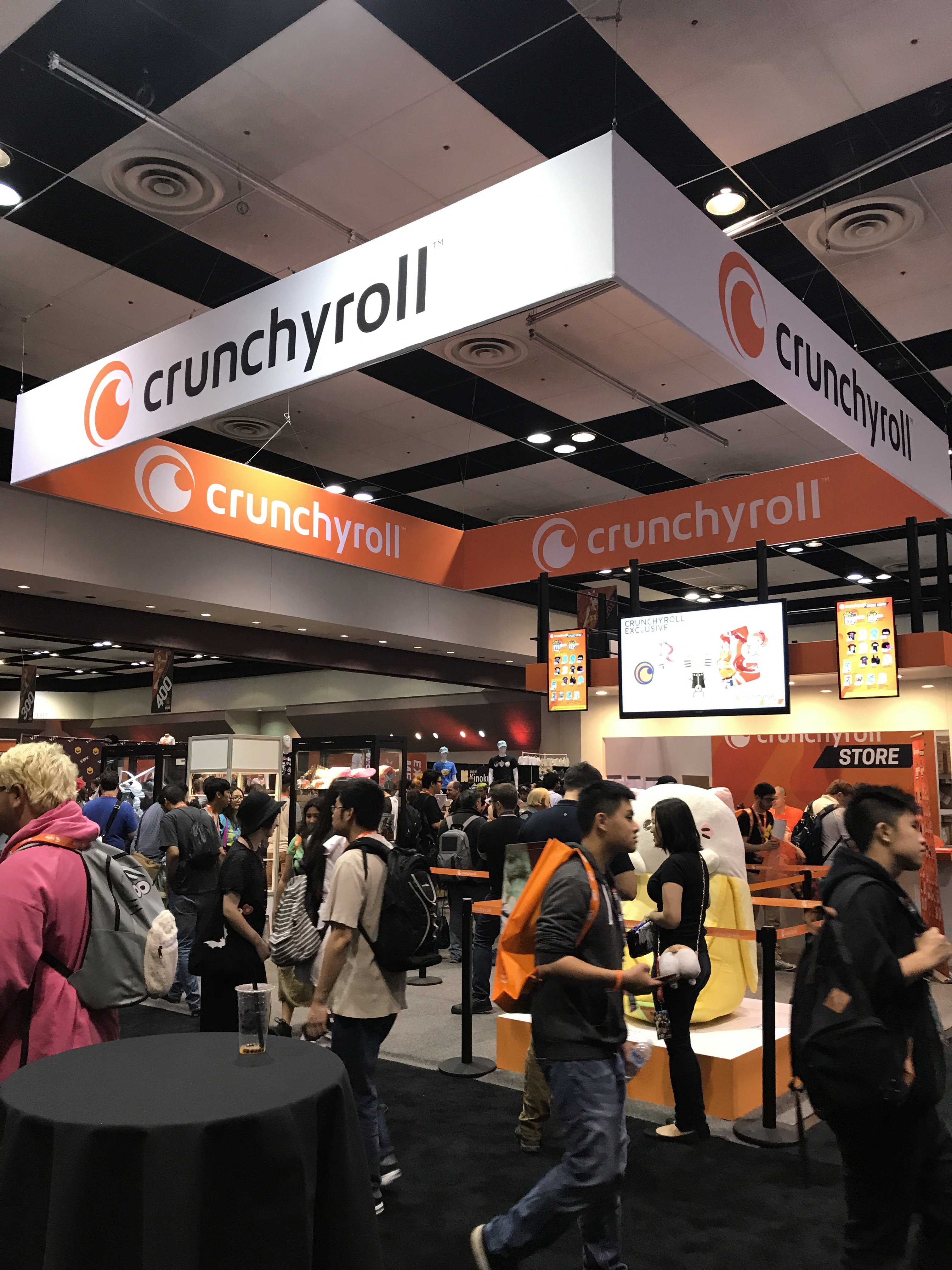
Panel de Crunchyroll Store en la primera Crunchyroll Expo 2017.

Crunchyroll Expo (simplificado a CRX) es una convención anual de anime de tres días que se lleva a cabo durante agosto o septiembre en el Centro de Convenciones San José McEnery en San José, California durante el fin de semana del Día del Trabajo. La convención está organizada por el licenciante de anime Crunchyroll y Reedpop.
El evento en si ofrece secciones para artistas, una sala de distribuidores, cosplays, paneles y videojuegos. Igualmente se realiza la divulgación de futuro títulos a emitirse en la plataforma. El registro e información sobre el evento se realiza a través de su página web.
Debido a la pandemia de COVID-19, el CRX fue cancelado para 2020, en cambio, la exposición se llevó a cabo en línea como un evento virtual bajo el nombre de Virtual Crunchyroll Anime Expo.

## Recepción
Crunchyroll ha sido en general bien recibido como servicio de transmisión dedicado al anime. IGN destacó sus transmisiones simultáneas de nuevos programas a medida que se transmiten en Japón. Si bien PCMag quedó impresionado por la selección de programas disponibles, sus críticos sintieron que la interfaz de usuario estaba demasiado desordenada.
Los Crunchyroll Originals han sido menos bien recibidos. Callum May de Anime News Network describió los problemas de producción que han enfrentado los originales, tanto para producciones internas como para coproducciones entre Estados Unidos y Japón.

## Controversias
Crunchyroll ha sido acusado de represión sindical y otras prácticas antisindicales en su trabajo de doblaje en inglés. Después de pasar a la grabación en casa durante la pandemia de COVID-19, Crunchyroll anunció un regreso a la grabación de estudio en mayo de 2022. Después de este cambio, Crunchyroll comenzó a contratar principalmente actores con sede en Texas para usar su estudio de Texas. Dado que Texas es un estado con derecho al trabajo, la Coalición de Actores de Doblaje (CODA) alegó que este cambio de política era un intento de frustrar la organización sindical entre los actores de doblaje y los alentó a presionar a Crunchyroll para que firmara un contrato sindical con SAG-AFTRA. En septiembre de 2022, Crunchyroll despidió a Kyle McCarley de su papel de protagonista de Mob Psycho 100. McCarley, miembro de SAG-AFTRA, se había ofrecido a trabajar en un contrato no sindical para la tercera temporada, con la condición de que Crunchyroll reunirse con representantes de SAG-AFTRA para discutir posibles contratos futuros, pero Crunchyroll se negó. En junio de 2023, Crunchyroll prohibió ilegalmente a los desarrolladores del juego móvil Tower of God: New World elegir a los actores de doblaje del anime porque la producción del juego estaba cubierta por un contrato sindical.
Desde la adquisición de Sony, el Departamento de Justicia de los Estados Unidos revisó el plan de Sony de combinar Funimation y Crunchyroll en un solo servicio como posible caso antimonopolio. La Coalición de Actores de Doblaje calificó a la empresa fusionada como un «punto de estrangulamiento de poder» en la industria del doblaje. Comic Book Resources calificó la fusión como un monopolio y observó que resultó en un aumento de precios para los clientes existentes de Funimation, a pesar de estar disponible en menos países. En febrero de 2024, Crunchyroll anunció que no aceptaría las compras digitales de anime de los clientes de Funimation, lo que provocó una reacción violenta.